# Концерт (жанр)
Концерт (від лат. concerto — змагаюсь) — твір, в основі якого лежать принципи протиставлення звучання окремих груп виконавців, або виконавського колективу і соліста.

## Хорові концерти
Перші згадки про жанр датуються початком XVI століття; найбільш рання з відомих публікацій концертів — багатохорні «Concerti» A. і Дж. Ґабріелі (1587) з характерними для венеційської школи просторовими ефектами. Інший різновид концерту, що розрахований на малий вокальний склад у супроводі basso continuo, був створений Л. Віаданою. Традиції концертування — взаємодії хорових мас — були продовжені у вокальній музиці Г. Шютца, С. Шейдта, І. Г. Шейна, А. Гаммершмідта, Й. С. Баха та інших. З початку XVII століття жанр  концерту широко використовувався в українській (з кінця XVII століття також у російській) вокальній церковній музиці — багатоголосому партесному співі. Не слід плутати партесний концерт XVII — першої половини XVIII ст., який належить добі Бароко, із хоровим концертом в українській та російській музиці доби Класицизму (2-га половина XVIII ст.).  Визначні шедеври у жанрі хорового концерту XVIII століття належать  М. С. Березовському, Д. С. Бортнянському, А. Л. Веделю.

## Інструментальні концерти
Принцип концертування як діалогу солістів в інструментальній музиці визначився в тріо-сонаті й поширився на інші інструментальні склади (concerti da chiesa, concerti da camera). У А. Страделли уперше явно намітилося розходження між групою, що концертує (concertino) і всім складом (concerto grosso); надалі назва «concerto grosso» поширилося на весь твір.
3-частинну структуру концертів (співвідношення частин: швидко — повільно — швидко) встановив А. Вівальді, які стали орієнтиром для робіт Й. С. Баха і Г. Ф. Генделя, що визначили розвиток фортепіанного концерту. Гендель створив також органний концерт. У розвитку докласичного концерту значну роль зіграли твори синів Й. С. Баха, композиторів мангеймської школи.
Класична структура концерту остаточно затвердилася у творчості композиторів віденської класичної школи (Й. Гайдна, В. А. Моцарта, Л. Бетховена). Концертний цикл 2-ї половини XVIII- початку XIX ст., як правило, включав 3 частини (без менуету або скерцо, типових для сонатно-симфонічного циклу). Для 1-ї частини концерту, як правило сонатного allegro, характерна подвійна експозиція (оркестра і соліста). Частини концерту мають каденції соліста.
В XIX столітті з'явилися одночастинні (Ф. Ліст) і 4-частинні (Й. Брамс) концерти. В процесі еволюції концерту, найістотнішою була його взаємодія із симфонією, у результаті якої виник тип концертної симфонії. В XX столітті до жанру концертів зверталися найвідоміші композитори — М. Равель, Б. Барток, І. Ф. Стравінський, С. Прокоф'єв, Д. Шостакович, А.. —Шенберг, А. Берг, А. Веберн, В. Лютославський із українських композиторів — Б. Лятошинський, Л. Ревуцький, І. Карабиць,  М. Скорик.
Протягом XVIII—XX століть були створені концерти практично для всіх «класичних» європейських інструментів — фортепіано, скрипки, віолончелі, альта і навіть контрабаса (перш за все концерти Карла Діттерсдорфа і Джованні Боттезіні), дерев'яних і мідних духових. Існують також твори, які не є концертами формально, але які мають риси цього жанру, наприклад Турангаліла-симфонія або Концерт для оркестру Бела Бартока, в якому, як і в старовинному ріпіено концерті, відсутні виконуючі соло інструменти.
Отримав також поширення жанр концерту для оркестру (Б. Барток, В. Лютославський, І. Карабиць).